# Ruckersfeld
Ruckersfeld ist ein Stadtteil von Hilchenbach im Kreis Siegen-Wittgenstein, Nordrhein-Westfalen.

## Geschichte
Ruckersfeld wurde erstmals 1079 in einer Urkunde der Abtei Deutz erwähnt und besaß im Jahre 1566 insgesamt 60 Einwohner in zehn Häusern. Am 13. Januar 1624 erfolgte die Aufnahme Ruckersfelds in das Kirchspiel und das Amt Hilchenbach. 1818 wurden in Ruckersfeld bereits 124 Einwohner gezählt. Der Ort lebte von Ackerbau und Viehzucht, insbesondere von der Haltung der Rinderrasse Rotes Höhenvieh. Das Holzkohlegeschäft ging zu Ende, als die Ruhr-Sieg-Bahn ab 1861 die Ruhrkohle bis in das Siegerland brachte.
Am 30. November 1966 wurde die einklassige Volksschule, eine Zwergschule, nach 256-jährigem Bestehen geschlossen. Bis zur kommunalen Neugliederung am 1. Januar 1969 gehörte der Ort dem Amt Keppel an. Bis heute hat sich der Ort eine kulturelle Eigenständigkeit bewahrt, die sich 1986 in der Gründung eines Heimatvereins ausdrückte. Seit 2002 wird jährlich der Ruckersfelder Weihnachtsmarkt abgehalten.

## Ehemalige Bürgermeister und Ortsvorsteher
- vor 1969 Bürgermeister: Herbert Seelbach
- 1969–1975 Ortsvorsteher: Herbert Seelbach († 13. April 1993)[4]